# Lista parziale registrazioni di Charles Münch
Il direttore alsaziano Charles Munch è stato uno dei direttori sinfonici più largamente registrati del ventesimo secolo. Ecco un elenco parziale delle sue registrazioni.
Vedi la voce principale: Charles Münch per la biografia del direttore.

## Lista parziale delle registrazioni sonore di Charles Munch

### Registrazioni fatte con la Amsterdam Concertgebouw Orchestra per Decca
- 1948 Brahms: Concerto per violino in Re maggiore, Op.77 Violinista: Ossy Renardy
- 1948 Saint-Saëns: Danse macabre Violinista: Ossy Renardy

### Registrazione fatta con la Bavarian Radio e Television Orchestra per Deutsche Grammophon
- 1968 Berlioz: Requiem, Op. 5 con the Bavarian Radio e Television Orchestra Chorus e Solista: Peter Schreier

### Trasmissioni da Tokyo of the Boston Symphony Orchestra realizz. da Altus
- 1960 Samuel Barber: Medea Meditation e Dance of Vengeance
- 1960 Ludwig van Beethoven: Sinfonia n. 5
- 1960 Hector Berlioz: Rackoczky March
- 1960 Hector Berlioz: Sinfonia fantastica
- 1960 Easley Blackwood: Sinfonia n. 1
- 1960 Claude Debussy: La Mer
- 1960 Georg Friedrich Händel: Water Music, Andante e Alla Pipehorn
- 1960 Japanese National Anthem: Kimi Ga Yo
- 1960 Felix Mendelssohn: Octet, Scherzo
- 1960 Walter Piston: Sinfonia n. 6
- 1960 Maurice Ravel: Dafni e Cloe, Suite n. 2
- 1960 Albert Roussel: Bacchus e Adriane, Suite n. 2
- 1960 Francis Scott Key: Star Spangled Banner
- 1960 Richard Wagner: Die Meistersinger – Act III Excerpts

### Trasmissioni da Moscow of the Boston Symphony Orchestra realizz. da Ars Nova
- 1956 Dukas: The Sorcerer's Apprentice
- 1956 Haydn: Sinfonia n. 102 in B-flat Major
- 1956 Ravel: Dafni e Cloe, Suite n. 2, same as Arte release
- 1956 Richard Strauss: Don Juan, Op. 20

### Trasmissione da Moscow of the Boston Sinfonia Orchestra realizz. da Arte
- 1956 Beethoven: Sinfonia n. 3 in E-Flat Major, Op. 55
- 1956 Ravel: Dafni e Cloe, Suite n. 2, same as Arts Nova release
- 1956 Schumann: Sinfonia n. 2 in Do maggiore, Op. 61, Adagio

### Trasmissione della Boston Sinfonia Orchestra from Sinfonia Hall Centennial Set realizz. da the Boston Sinfonia Orchestra
- 1953 Auber: La Muette de Portici Overture, same as West Hill Radio Archives release
- 1953 Prokofiev: Love per Three Oranges March e Scherzo
- 1958 Roussel: Suite in F Op. 33
- 1959 Fauré: Pénélope Overture, same as Music & Arts release
- 1959 Franck: Le Chasseur Maudit (The Accursed Hunter)
- 1962 Debussy: La Mer
- 1962 Ravel: La Valse

### Trasmissione della Boston Sinfonia Orchestra realizz. da Living Stage
- 1958 Honegger: Sinfonia n. 3

### Trasmissione della Boston Sinfonia Orchestra realizz. da Memories
- 1952 Mozart: Sinfonia n. 41 in C, K.551, Jupiter, same as West Hill Radio Archives release
- 1954 Mozart: Sinfonia n. 31 in Re maggiore, K.297, Paris
- 1956 Beethoven: Piano Concerto n. 3 in c, Op. 37 con Clara Haskil, same West Hill Radio Archives e Music & Arts releases
- 1958 Bruckner: Sinfonia n. 7
- 195? Brahms: Concerto per violino in Re minore, Op.77 Violinista: Joseph Szigeti
- 1961 Berlioz: Roméo et Juliette, Op. 17 con the Berkshire Festival Chorus e Soloists: Florence Kopleff, Donald Gramm, e John McCollum
- 1961 Ravel: La Valse
- 1962 Ravel: Daphnis & Chloe

### Trasmissione da Prague of the Boston Sinfonia Orchestra realizz. da Multisonic
- 1956 Brahms: Sinfonia n. 2 in Re maggiore, Op. 73
- 1956 Honegger: Sinfonia n. 3

### Trasmissione della Boston Sinfonia Orchestra realizz. da Music & Arts
- 1956 Beethoven: Piano Concerto n. 3 in Do minore, Op. 37 con Clara Haskil, same as Memories e West Hill Radio Archives releases
- 1956 Mozart: Piano Concerto n. 9 in E-flat, K. 271 con Clara Haskil
- 1956 Wagner: Die Walkure, Act One: Margaret Harshaw, Albert Da Costa, e Jan Pierce
- 1959 Fauré: Pelléas et Mélisande Suite, Op. 80
- 1959 Fauré: Pénélope Overture, same as BSO release
- 1959 Franck: Le Chasseur maudit (The Accursed Hunter)
- 1960 Fauré: Ballade per Piano e Orchestra con Nicole Henriot-Schweitzer
- 1961 Franck: Symphonic Variations con Vlado Perlemuter
- 1961 Franck: Sinfonia in Re minore
- 1961 Ravel: Dafni e Cloe, con chorus of Berkshire Festival
- 1962 Debussy: Nocturnes
- 1962 Debussy: Printemps
- 1962 Debussy: La mer
- 1962 Ravel: La valse

### Registrazioni fatte con la Boston Sinfonia Orchestra per Pristine Classics (RCA transfers, unless noted)
- 1949 Beethoven: Gratulations Menuet W.o.O.3
- 1949 Schubert: Sinfonia n. 2 in B-flat Major, D.12
- 1950 Brahms: Sinfonia n. 4 in Mi minore, Op. 98
- 1951 Schumann: Sinfonia n. 1 in B-flat Major, Op. 38, Spring
- 1955 Wagner: Tannhäuser, Elisabeth's Aria - 'Dich Teure Halle' Soprano: Margaret Hershaw, Sinfonia Hall Broadcast
- 1955 Wagner: Der Fliegende Hollander, Senta's Ballad - 'Jo ho ho hoe!', Soprano: Margaret Hershaw, Sinfonia Hall Broadcast
- 1955 Wagner: Götterdämmerung - Brunhilde's Immolation, Soprano: Margaret Hershaw, Sinfonia Hall Broadcast
- 1956 Debussy: Prélude à l'après-midi d'un faune con Flutist Doriot Anthony Dwyer
- 1957 Bloch: Schelomo Cellist: Gregor Piatigorsky
- 1958 d'Indy: Symphonie sur un chant montagnard français (Sinfonia on a French Mountain Air) Pianista:  Nicole Henriot-Schweitzer
- 1958 Alexei Haieff: Sinfonia n. 2
- 1958 Ravel: Piano Concerto in Sol maggiore Pianista:  Nicole Henriot-Schweitzer
- 1957 Walton: Cello Concerto Cellist: Gregor Piatigorsky
- 1957 Wagner: Götterdämmerung - Brunhilde's Immolation Solista: Eileen Farrell
- 1958 Vaughan Williams: Sinfonia n. 8 in Re minore, Tanglewood broadcast
- 1959 Mendelssohn: Concerto per violino Violinista: Jascha Heifetz
- 1960 Dvořák: Cello Concerto in Si minore, Op. 104 Cellist: Gregor Piatigorsky

### Trasmissione della Boston Sinfonia Orchestra realizz. da Tahra
- 1951 Tchaikovsky: Concerto per violino in Re maggiore, Op.35, (1st movement only)  Violinista: Michèle Auclair
- 1956 Barber: Adagio per Strings, Op. 11
- 1956 Brahms: Sinfonia n. 2 in Re maggiore, Op. 73
- 1961 Brahms: Variazioni su un tema di Haydn, Op. 56
- 1961 Tchaikovsky: Sinfonia n. 6, "Pathetique", Op. 74
- 1962 Mozart: Requiem: Phyllis Curtin, Florence Kopleff, Blake Stern, Mac Morgan, e Berkshire Festival Chorus

### Trasmissione della Boston Sinfonia Orchestra realizz. da West Hill Radio Archives
- 1951 Richard Strauss: Tod und Verklärung
- 1952 Beethoven: Concerto n. 5 in E-flat, Emperor, Pianista: Lelia Gousseau
- 1952 Honegger: La Danse des Morts, Solista: Betty Allen, Mariquita Moll, Arnold Moss e Gérard Souzay con New England Conservatory Chorus
- 1952 Mendelssohn; Sinfonia n. 4 in A, Italian
- 1952 Mozart: Sinfonia n. 41 in C, K. 551. Jupiter, same as Memories release
- 1952 Schubert: Sinfonia n. 5 in B-flat
- 1952 Schubert: Sinfonia n. 8 in Si minore, Unfinished
- 1952 Wagner: Tristan e Isolde – Prelude & Liebestod
- 1953 Auber: La Muette de Portici Overture, same as BSO release
- 1953 Beethoven: Sinfonia n. 2 in D
- 1953 Beethoven: Sinfonia n. 3 in E-flat, Eroica
- 1953 Brahms: Piano Concerto n. 2 in B-flat, Pianista: Claudio Arrau
- 1953 Debussy: Ibéria
- 1953 Lalo: Symphonie Espagnole, (Missing Movement III), Violinista: Ruth Posselt
- 1953 Ravel: Le Tombeau de Couperin
- 1953 Richard Strauss: Divertimento (after Couperin)
- 1953 Wagner: Die Meistersinger – Act III Excerpts
- 1954 Beethoven: Sinfonia n. 7 in A, Op. 92
- 1954 Beethoven:  Concerto per violino in D, Op. 61, Violinista: Zino Francescatti
- 1954 Berlioz: Beatrice e Benedict Overture
- 1954 Berlioz: Harold in Italy Violist: Joseph de Pasquale
- 1954 Brahms: Variazioni su un tema di Haydn
- 1954 Dvořák: Sinfonia n. 9 in Mi minore, From the New World, Op. 95
- 1954 Ibert: Flute Concerto, Flutist: Doriot Anthony Dwyer
- 1954 Saint-Saëns:  Sinfonia n. 3 in Do minore "Organ", Organist: E. Power Biggs
- 1954 Richard Strauss: Allerseelen, Wiegenlied, Morgen, Ständchen, Soprano: Irmgard Seefried
- 1954 Wagner: Eine Faust Overture
- 1955 Beethoven:  Concerto per violino in D, Op. 61, Violinista: Jascha Heifetz
- 1955 Beethoven:  Die Weihe des Hauses, Op. 124: Overture
- 1954 Berlioz: Les nuits d'été Soprano: Victoria de los Ángeles
- 1955 Brahms: Sinfonia n. 2 in D, Op. 73 (9/30/55)
- 1955 Debussy: La damoiselle élue Soprano: Victoria de los Ángeles con Radcliffe Choral Society
- 1955 Milhaud: Sinfonia n. 6
- 1955 Ravel: Introduction e Allegro per Harp, Flute, Clarinet, e Strings, Harp: Bernard Zighera, Flute: Doriot Anthony Dwyer, e Clarinet: Gino Cioffi
- 1955 Ravel: Rapsodie espagnole
- 1955 Roussel: Suite in F
- 1955 Schumann: Sinfonia n. 2 in C
- 1955 Richard Strauss: Don Juan, Op. 20
- 1956 Beethoven:  Leonore Overture n. 2, Op. 72
- 1956 Beethoven:  Piano Concerto n. 3 in Do minore, Op. 37, Pianista: Clara Haskil
- 1956 Beethoven:  Sinfonia n. 3 Eroica in E
- 1956 Beethoven: Sinfonia n. 6 Pastoral in F, Op. 68
- 1956 Brahms: Concerto per Piano e Orchestra n. 1 in Re minore, Op. 15, Pianista: Rudolf Serkin
- 1956 Brahms: Concerto per Violin, Cello e Orchestra in La minore, Violinista: Zino Francescatti e Cellist: Samuel Mayes
- 1956 Fauré: Requiem, Adele Addison, Donald Gramm, Harvard Glee Club e Radcliffe Choral Society
- 1956 Schumann: Sinfonia n.4 in Re minore, Op.120
- 1957 Beethoven: Piano Concerto n. 5 Emperor in E flat, Op. 73. Pianista: Claudio Arrau
- 1957 Brahms: Academic Festival Overture, Op. 80
- 1957 Debussy: Images pour orchestre
- 1957 Franck: Sinfonia in Re minore
- 1957 Schumann: Cello Concerto in La minore, Op. 129, Cellist: Pierre Fournier
- 1957 Richard Strauss: Ein Heldenleben, Violinista: Richard Burgin
- 1958 Berlioz: Le Corsaire Overture
- 1958 Debussy: Jeux
- 1958 Debussy: La Mer
- 1958 d'Indy: Symphonie sur un chant montagnard français (Sinfonia on a French Mountain Air) Pianista: Nicole Henriot-Schweitzer (the Conductor's niece)
- 1958 Ravel: La Valse
- 1958 Ravel: Piano Concerto in Sol maggiore Pianista: Nicole Henriot-Schweitzer
- 1958 Ravel: La valse
- 1955 Ravel: Rapsodie Espagnole
- 1958 Ravel: Valses nobles et sentimentales
- 1960 Beethoven: Creatures of Prometheus - Excerpts
- 1960 Beethoven: Piano Concerto n. 1 in Do maggiore, Op. 15 Pianista: Sviatoslav Richter
- 1960 Brahms: Piano Concerto n. 2 in B-flat, Op. 98 Pianista: Sviatoslav Richter

### Registrazioni fatte con la Boston Sinfonia Orchestra per RCA Victor
- 1949 Beethoven: Sinfonia n. 7 in La maggiore, Op. 92, same as Tahra release
- 1949 Beethoven: Gratulations Menuet W.o.O.3, same as Tahra release
- 1949 Schubert: Sinfonia n. 2 in B-flat Major, D.125
- 1949 Berlioz: Beatrice et Benedict Overture
- 1950 Beethoven: Sinfonia n. 1 in Do maggiore, Op. 15
- 1950 Brahms: Sinfonia n. 4 in Mi minore, Op. 98
- 1950 Haydn: Sinfonia n. 103 in E-flat Major, Hob.I-103
- 1950 Haydn: Sinfonia n. 104 in Re maggiore, Hob.I-104
- 1950 Handel arranged by Sir Hamilton Harty: Water Music Suite
- 1950 Ravel: Rapsodie Espagnole
- 1950 Ravel: La Valse
- 1950 Lalo: Le Roi d'Ys Overture
- 1951 Bruch: Concerto per violino n. 1 in Sol minore, Op.26 Violinista: Yehudi Menuhin
- 1951 Mozart: Le nozze di Figaro Overture
- 1951 Saint-Saëns: La Princesse Jaune Overture
- 1951 Schumann: Sinfonia n. 1 in B-flat Major, Op. 38, Spring
- 1951 Schumann: Genoveva Overture, Op. 81
- 1952 Brahms: Piano Concerto n. 2 in B-flat, Op. 98 Pianista: Arthur Rubinstein
- 1952 Honegger: Sinfonia n. 5, Di tre Re
- 1952 Ravel: Pavane pour une Infante Defunte
- 1952 Roussel: Bacchus et Ariane, Suite n. 2
- 1953 Berlioz: Roméo et Juliette, Op. 17 con the Harvard Glee Club e Radcliffe Choral Society e Soloists: Margaret Roggero, Leslie Chabay, e Yi-Kwei Sze
- 1953 Honegger: Sinfonia n. 2
- 1953 Richard Strauss: Don Quixote, Op. 35 Cellist: Gregor Piatigorsky, Violist: Joseph de Pasquale, e Violinista: Richard Burgin
- 1953 Tchaikovsky: Concerto per violino in Re maggiore, Op.35 Violinista: Nathan Milstein
- 1954 Berlioz: La damnation de Faust con the Harvard Glee Club e Radcliffe Choral Society e Soloists Suzanne Danco, David Poleri, Martial Singher e Donald Gramm (added to the National Recording Registry for 2005)
- 1954 Berlioz: Sinfonia fantastica
- 1954 Chopin: Piano Concerto n. 2 in Fa minore, Op. 21 Pianista: Alexander Brailowsky
- 1954 Menotti: Concerto per violino Violinista: Tossy Spivakovsky
- 1954 Saint-Saëns: Piano Concerto n. 4 in Do minore, Op. 44 Pianista: Alexander Brailowsky
- 1955 Beethoven: Concerto per violino Violinista: Jascha Heifetz
- 1955 Beethoven: Sinfonia n. 5 in Do minore, Op. 67
- 1955 Beethoven: Sinfonia n. 6 in Fa maggiore, Op. 68
- 1955 Berlioz: Nuits d'été, soprano Victoria de los Ángeles
- 1955 Brahms: Sinfonia n. 2 in Re maggiore, Op. 73
- 1955 Brahms: Tragic Overture, Op. 81
- 1955 Chausson: Poème Violinista: David Oistrakh
- 1955 Debussy: La Damoiselle Élue con the Radcliffe Choral Society Soloists Victoria de los Ángeles e Carol Smith
- 1955 Ravel: Dafni e Cloe, con the New England Conservatory Chorus
- 1955 Ravel: La valse
- 1955 Saint-Saëns: Introduction e Rondo Capriccioso Violinista: David Oistrakh
- 1955 Schubert: Sinfonia n. 8 in Si minore, D 759 The Unfinished
- 1955 Tchaikovsky: Sinfonia n. 4 in Fa minore, Op.36
- 1956 Beethoven: Coriolan Overture, Op. 62
- 1956 Beethoven: Fidelio Overture, Op. 72b
- 1956 Beethoven: Leonore Overture n. 1, Op. 138
- 1956 Beethoven: Leonore Overture n. 2, Op. 72
- 1956 Beethoven: Leonore Overture n. 3, Op. 72a
- 1956 Berlioz: L'Enfance du Christ (issued in mono only on RCA Victor Red Seal LP; issued in stereo on RCA Victrola LP e CD), con the New England Conservatory Chorus e soloists Florence Kopleff, Giorgio Tozzi, Cesare Valletti e Gerard Souzay
- 1956 Brahms: Sinfonia n. 1 in Do minore, Op. 68
- 1956 Debussy: La Mer
- 1956 Debussy: Le Martyre de Saint Sebastien con the New England Conservatory Chorus Soloists Florence Kopleff, Catherine Akos, Phyllis Curtin, e Charles Münch
- 1956 Debussy: Prélude à l'après-midi d'un faune con Flutist Doriot Anthony Dwyer
- 1956 Ibert Escales
- 1956 Martinů: Sinfonia n. 6 Fantaisies Symphoniques
- 1956 Mozart: Mozart at Tanglewood: Clarinet Concerto, e Quintet, con Clarinetist: Benny Goodman, Cellist: Samuel Mayes, Violist: Joseph de Pasquale, e Violinista: Richard Burgin e Alfred Krips
- 1956 Piston: Sinfonia n. 6
- 1956 Ravel: Bolero
- 1956 Ravel: Rapsodie Espagnole
- 1956 Tchaikovsky: Francesca da Rimini, Op.32
- 1956 Tchaikovsky: Romeo e Juliet Fantasy Overture
- 1957 Johann Sebastian Bach: Brandenburg Concertos  n.1 - 6, BWV1046-1051
- 1957 Barber: Medea's Meditation e Dance of Vengeance, Op. 23a
- 1957 Barber: Adagio per Strings, Op. 11
- 1957 Beethoven: Sinfonia n. 3 in E-Flat Major, Op. 55
- 1957 Bloch: Schelomo Cellist: Gregor Piatigorsky
- 1957 Debussy: Images pour orchestre
- 1957 Dukas: The Sorcerer's Apprentice
- 1957 Elgar: Introduction e Allegro per Strings, Op. 47
- 1957 Franck: Sinfonia in Re minore
- 1957 Mendelssohn: Sinfonia n. 3
- 1957 Mendelssohn: Sinfonia n. 5
- 1957 Prokofiev: Piano Concerto n. 2 in Sol minore, Op. 16 Pianista: Nicole Henriot-Schweitzer
- 1957 Prokofiev: Romeo e Juliet - excerpts, Op. 64a/b e Op. 101
- 1957 Rachmaninoff: Piano Concerto n. 3 in Re minore, Op. 30 Pianista:  Byron Janis
- 1957 Saint-Saëns: Omphale's Spinning Wheel, Op. 31
- 1957 Tchaikovsky: Serenade per Strings, Op. 48
- 1957 Walton: Cello Concerto Cellist: Gregor Piatigorsky
- 1957 Wagner: Götterdämmerung - Brunhilde's Immolation Solista: Eileen Farrell
- 1957 Wagner: Götterdämmerung - Siegfried's Rhine Journey
- 1957 Wagner: Tannhäuser - Overture e Bacchanale (Paris Version)
- 1957 Wagner: Tristan e Isolde - Prelude e Liebestod Solista: Eileen Farrell
- 1957 Wagner: Die Walküre - The Magic Fire Music
- 1958 Beethoven: Sinfonia n. 8 in Fa maggiore, Op. 93
- 1958 Berlioz: Beatrice et Benedict Overture
- 1958 Berlioz: Le carnaval romain Overture, Op. 9
- 1958 Berlioz: Le corsaire Overture, Op. 21
- 1958 Berlioz: Harold in Italy, Op. 16, Violist: William Primrose
- 1958 Easley Blackwood: Sinfonia n. 1
- 1958 Brahms: Piano Concerto n. 1 in Re minore, Op. 15 Pianista: Gary Graffman
- 1958 d'Indy: Symphonie sur un chant montagnard français (Sinfonia on a French Mountain Air) Pianista:  Nicole Henriot-Schweitzer (the Conductor's niece)
- 1958 Alexei Haieff: Sinfonia n. 2
- 1958 Mahler: Kindertotenlieder Solista: Maureen Forrester
- 1958 Mahler: Songs of the Wayfarer Solista: Maureen Forrester
- 1958 Ravel: Mother Goose Suite
- 1958 Ravel: Piano Concerto in Sol maggiore Pianista:  Nicole Henriot-Schweitzer
- 1958 Mendelssohn: Sinfonia n. 4
- 1958 Schubert: Sinfonia n. 9, D 944 The Great
- 1958 Beethoven: Sinfonia n. 9 in Re minore, Op. 125 The Choral con the New England Conservatory Chorus e soloists Leontyne Price, Maureen Forrester, David Poleri, e Giorgio Tozzi
- 1959 Berlioz: Benvenuto Cellini Overture, Op. 23
- 1959 Berlioz: Requiem, Op. 5 con the New England Conservatory Chorus e Solista: Léopold Simoneau
- 1959 Berlioz: Les Troyens - Royal Hunt e Storm Music
- 1959 Mendelssohn: Concerto per violino Violinista: Jascha Heifetz
- 1957 Prokofiev: Concerto per violino n. 2 in Sol minore, Op. 63 Violinista: Jascha Heifetz
- 1959 Schumann: Sinfonia n. 1 in B-flat Major, Op. 38, Spring
- 1959 Schumann: Manfred Overture, Op. 115
- 1959 Tchaikovsky: Concerto per violino in Re maggiore, Op.35 Violinista: Henryk Szeryng.
- 1959 Saint-Saëns: Sinfonia n. 3 (Organ Sinfonia) Organist: Berj Zamkochian
- 1959 Bach: Concerto per violino n.1, BWV1041, Violinista: Jamie Laredo
- 1960 Beethoven: Creatures of Prometheus - Excerpts
- 1960 Beethoven: Piano Concerto n. 1 in Do maggiore, Op. 15 Pianista: Sviatoslav Richter
- 1960 Chopin: Piano Concerto n. 1 in Do minore, Op. 11 Pianista: Gary Graffman
- 1960 Dvořák: Cello Concerto in Si minore, Op. 104 Cellist: Gregor Piatigorsky
- 1960 Mendelssohn: Capriccio Brillant in Si minore, Op. 22 Pianista: Gary Graffman
- 1960 Mendelssohn: Octet - Scherzo in E-flat Major, Op. 20, arranged per strings
- 1960 Milhaud: La Création du Monde Op. 81
- 1960 Milhaud: Suite Provençale Op. 152b
- 1960 Poulenc: Concerto per Organ, Strings, e Timpani Organist: Berj Zamkochian e Timpanist: Everett Firth
- 1960 Schubert: Sinfonia n. 2 in B-flat Major, D.125
- 1960 Stravinsky Jeu de cartes
- 1961 Berlioz: Roméo et Juliette, Op. 17 con the New England Conservatory Chorus e Soloists: Rosalind Elias, Cesare Valetti, e Giorgio Tozzi
- 1961 Dvořák: Sinfonia n. 8 in Sol maggiore, Op. 88
- 1961 Ravel: Dafni e Cloe, con the New England Conservatory Chorus
- 1961 Richard Strauss: Till Eulenspiegel's Merry Pranks, Op. 28
- 1961 Tchaikovsky: Romeo e Juliet Fantasy Overture
- 1962 Tchaikovsky: Sinfonia n. 6 in Si minore, Op.74
- 1962 Berlioz: Sinfonia fantastica
- 1962 Chausson: Sinfonia
- 1962 Debussy: Nocturnes - Nuages e Fetes
- 1962 Debussy: Printemps
- 1962 Debussy: Prélude à l'après-midi d'un faune Flutist: Doriot Anthony Dwyer
- 1962 Franck: Le Chasseur Maudit (The Accursed Hunter)
- 1962 Ravel: Bolero
- 1962 Ravel: La Valse
- 1962 Ravel: Pavane pour une Infante Defunte
- 19?? Schumann: Piano Concerto, Pianista:  Van Cliburn (Never Issued)

### Trasmissione della Chicago Symphony Orchestra realizz. da the Chicago Sinfonia Orchestra's From the Archives Series
- 1963 Rameau orchestrazione di d'Indy: Dardanus Suite
- 1966 Roussel: Bacchus et Ariane, Suite n. 2
- 1967 Roussel: Sinfonia n. 3 in Sol minore, Op. 42

### Registrazione fatta con la Czech Philharmonic per Multisonic
- 1957 Honegger: Sinfonia n. 2

### Registrazione fatta con la Czech Philharmonic per Praga
- 1957 Franck: Sinfonia in Re minore

### Recording made con freelance orchestra of London musicians per HMV
- 1935 Saint-Saëns: Piano Concerto n. 4 in Do minore, Op. 44 Pianista: Alfred Cortot

### Recording made con freelance orchestra of Paris musicians per HMV
- 1941 Georg M. Hoffman: Meine Seele Ruhmt und Priest Solista: Pierre Bernac
- 19?? Vivaldi orchestrazione di Dandelot:  Concerto per violino in Re maggiore, Op. 3, n. 9, Violinista: D. Soriano
- 19?? Mozart: Concerto per violino n. 7 in Re maggiore, K. 217a, Violinista: D. Soriano

### Registrazione fatta con la Hungarian Radio e Television Orchestra per Philips
- 1966 Berlioz: Sinfonia fantastica

### Recordings made con London Philharmonic per Decca
- 1947 Roussel: The Spider's Banquet
- 1947 Roussel: Suite in Fa Op. 33
- 1947 Bizet: Sinfonia in do maggiore
- 1947 Bizet: Jolie Fille de Perth - Danse bohèmienne

### Trasmissione della NBC Symphony Orchestra realizz. da Memories, same as Music & Arts set
- 1954 Debussy: Ibéria
- 1954 Ravel:  Le Tombeau de Couperin
- 1954 Roussel: Bacchus et Ariane, Suite n. 2

### Trasmissione della NBC Sinfonia realizz. da Music & Arts, same as Memories set
- 1954 Debussy: Iberia
- 1954 Ravel:  Le Tombeau de Couperin
- 1954 Roussel: Bacchus et Ariane, Suite n. 2

### Registrazioni fatte con la New Philharmonia Orchestra per Decca
- 1966 Offenbach, arranged by Manuel Rosenthal: Gaîté Parisienne
- 1966 Bizet:  L'Arlésienne Suite
- 1966 Bizet: Carmen Suite
- 1967 Respighi: Fontane di Roma
- 1967 Respighi: Pini di Roma

### Registrazioni fatte con la New York Philharmonic per Columbia Records
- 1947 Saint-Saëns: Sinfonia n. 3. Solista: E. Niels-Berger
- 1948 d'Indy: Symphonie sur un chant montagnard français Pianista: Robert Casadesus
- 1948 Mozart: Piano Concerto n. 21 in Do maggiore, KV 467 Pianista: Robert Casadesus

### Trasmissione della New York Philharmonic issued by LYS
- 1948 Chabrier:  Bourrée fantasque
- 1948 d'Indy: Symphonie sur un chant montagnard français Pianista: Robert Casadesus
- 1948 Liszt: Piano Concerto n. 2 Pianista: Robert Casadesus
- 1948 Mozart: Sinfonia n. 35 in Re maggiore Haffner

### Trasmissione della New York Philharmonic realizz. da Music & Arts
- 1949 Chausson: Poème Violinista: Ginette Neveu
- 1949 Ravel:  Daphnis & Chloé, Suite n. 2
- 1949 Ravel: Tzigane Violinista: Ginette Neveu

### Registrazioni fatte con la New York Philharmonic per Pristine Classics
- 1947 Saint-Saëns: Sinfonia n. 3. Solista: E. Niels-Berger, same as Columbia release
- 1948 d'Indy: Symphonie sur un chant montagnard français Pianista: Robert Casadesus, same as Columbia release
- 1948 Mozart: Piano Concerto n. 21 in Do maggiore, KV 467 Pianista: Robert Casadesus, same as Columbia release
- 1948 Chabrier:  Bourrée fantasque, same as LYS release
- 1948 Liszt: Piano Concerto n. 2 Pianista: Robert Casadesus, same as LYS release
- 1948 Mozart: Sinfonia n. 35 in Re maggiore Haffner, same as LYS release

### Registrazioni fatte con la Orchestre de l'Association des Concerts Lamoureux per Erato
- 1965 Dutilleux: Sinfonia n. 2, Le double
- 1965 Lalo: Cello Concerto in Re minore Cellist: André Navarra
- 1965 Roussel: Suite in Fa maggiore, Op. 33
- 1965 Roussel: Sinfonia n. 3 in Sol minore, Op. 42
- 1965 Roussel: Sinfonia n. 4 in La maggiore, Op. 53
- 1965 Saint-Saëns: Cello Concerto n. 1 in La minore, Op. 33 Cellist: André Navarra

### Recordings (Live) made con the Orchestre de Paris on Altus
- 1967 Berlioz: Sinfonia fantastica
- 1967 Debussy: "La Mer"
- 1967 Stravinsky: Requiem Canticles

### Registrazioni fatte con la Orchestre de Paris per EMI/Angel
- 1967 Berlioz: Sinfonia fantastica
- 1967 Brahms: Sinfonia n. 1 in Do minore, Op. 68
- 1967 Honegger: Sinfonia n. 2
- 1967 Ravel: Bolero
- 1967 Ravel: Dafni e Cloe Suite n. 2
- 1968 Ravel: Pavane pour une Infante Defunte
- 1968 Ravel: Piano Concerto in Sol maggiore Pianista:  Nicole Henriot-Schweitzer
- 1968 Ravel: Rapsodie Espagnole

### Registrazioni fatte con la Orchestre Nationale de France per Auvidis-Valois, previously issued on Disques Montaigne*
- 1962 Debussy: La Mer*
- 1962 Debussy: Iberia*
- 1962 Debussy: Fantasia per Piano e Orchestra Pianista:  Nicole Henriot-Schweitzer*
- 1962 Dutilleux: Sinfonia n. 2 Le Double*
- 1962 Honegger: Sinfonia n. 1*
- 1962 Honegger: Le Chant de Nigamon
- 1962 Honegger: Pastorale d'été
- 1962 Roussel: Bacchus et Ariane, Suite n. 2*
- 1963 Beethoven: Sinfonia n. 7 in La maggiore, Op. 92
- 1963 Beethoven: Consecration of the House Overture, Op. 124
- 1963 Berlioz: Sinfonia fantastica
- 1964 Beethoven: Sinfonia n. 4 in B-flat Major, Op. 60
- 1964 Honegger: Sinfonia n. 2
- 1964 Honegger: Sinfonia n. 5, Di tre Re
- 1964 Roussel: Sinfonia n. 3 in Sol minore, Op. 42
- 1964 Sibelius: Lemminkäinen Suite (The Swan of Tuonela, Lemminkäinen's Return), Op. 22
- 1965 Brahms: Sinfonia n. 2 in Re maggiore, Op. 73
- 1966 Berlioz: Benvenuto Cellini Overture, Op. 23
- 1966 Fauré: Pelléas et Mélisande Suite Op. 80
- 1966 Roussel: Sinfonia n. 4 in La maggiore, Op. 53
- 1966 Roussel: Bacchus et Ariane, Suite n. 2
- 1966 Schumann: Sinfonia n. 4 in Re maggiore, Op. 120
- 1967 Berlioz: Le corsaire Overture, Op. 21
- 1967 Franck: Sinfonia in Re minore

### Broadcast made con the Orchestra nazionale de France per Cascavelle
- 1953 Berlioz: Roméo et Juliette Op. 17., Soloists: Irma Kolassi, Joseph Peyron, Lucien Lovano con National Orchestra Chorus of Radio France

### Trasmissione della Orchestra nazionale de France per Euromuses
- 1958 Schmitt: Sinfonia n. 2
- 1962 Debussy: Fantasia per Piano e Orchestra, Pianista:  Nicole Henriot-Schweitzer

### Registrazioni fatte con la Orchestra nazionale de France per HMV
- 1949 Berlioz: Sinfonia fantastica
- 1957 Schumann: Piano Concerto, Pianista: Samson François

### Registrazioni fatte con la Orchestra nazionale de l'O.R.T.F. per Accord
- 1961 Barraud: Sinfonia n. 3
- 1961 Roussel: Bacchus et Ariane, Suite n. 2
- 1962 Debussy: Ibéria
- 1962 Debussy: La mer
- 1962 Debussy: Trois Nocturnes

### Registrazioni fatte con la Orchestra nazionale de l'O.R.T.F. per Erato
- 1967 Dutilleux: Métaboles
- 1967 Honegger: Sinfonia n. 4 Deliciae basiliensis
- 196? Roussel: Suite in F Op. 33

### Broadcast made con the Orchestra nazionale de l'O.R.T.F. per Music & Arts
- 1951 Saint-Saëns: Concerto per violino n. 3 in Si minore, Op. 61, Violinista: Zino Francescatti

### Registrazioni fatte con la Orchestra nazionale de l'O.R.T.F. per Turnabout(?)
- 1966 Albéniz: Iberia
- 1966 Debussy: Iberia
- 1966 Debussy: La Mer
- 1967 Bizet: Jeux d'Enfants
- 1967 Bizet: Patrie Ouverture
- 1967 Bizet: Sinfonia in do maggiore
- 1967 Borodin: In the Steppes of Central Asia
- 1967 Mussorgsky: Khovanchina - Introduction e Persian Dance
- 1967 Rimsky-Korsakov: Golden Cockerel
- 1967 Rimsky-Korsakov: Russian Easter Festival Overture

### Trasmissione della Orchestre Philharmonique de la R.T.F. per Euromuses
- 1962 Roussel: Suite in F, op. 33

### Registrazioni fatte con la Orchestre de la Societe des Concerts du Conservatoire per Decca
- 1946 Berlioz: Benvenuto Cellini Overture, Op. 23
- 1946 Fauré: Pavane, Op. 50
- 1946 Franck: Symphonic Variations, con Eileen Joyce
- 1946 Franck: Sinfonia in Re minore
- 1946 Ravel: Boléro
- 1946 Ravel: Daphnis e Chloe Suites 1 e 2
- 1946 Roussel: Petite Suite Op. 39
- 1946 Roussel: Suite in Fa
- 1946 Saint-Saëns: Omphale's Spinning Wheel, Op. 31
- 1947 Beethoven: Sinfonia n. 8 in Fa maggiore
- 1947 Debussy: Ibéria
- 1947 Debussy: Berceuse héroïque
- 1947 d'Indy: Fervaal Prelude, Op. 40
- 1947 Fauré: Pelléas et Mélisande Suite, Op. 80
- 1947 Mendelssohn: Sinfonia n. 5, "Reformation"
- 1947 Prokofiev: Sinfonia n. 1, Op. 25, Classical
- 1948 Berlioz: Le corsaire Overture, Op. 21
- 1948 Tchaikovsky: Sinfonia n. 6 in Si minore, Op.74
- 1949 Berlioz: Romeo e Juliet excerpts, Op. 9
- 1949 Berlioz: Les Troyens - Royal Hunt e Storm Music
- 1949 Ravel: Piano Concerto, Pianista: Nicole Henriot-Schweitzer

### Registrazioni fatte con la Orchestre de la Societe des Concerts du Conservatoire per HMV
- 1939 Bloch: Concerto per violino in La minore, Violinista: Joseph Szigeti
- 1939 Ravel: Concerto per the Left Hand, Pianista: Alfred Cortot
- 1941 Delannoy: La pantoufle de vair : Danse des négrillons et Apothéose (Grand Suite on the ballet, Cinderella) Violinista: Henri Merkel
- 1941 Delannoy: Sérénade concertante per Violin Violinista: Henri Merkel
- 1941 Gustave Samazeuilh: Nuit
- 1941 Samazeuilh: Rapsodia Portugesa Pianista: Marguerite Long
- 1941 Honegger: La Danse des Morts con Jean-Louis Barrault, Odette Turba-Rabier, Charles Panzera e Elaine Schenneberg con chorus
- 1941 Mozart: Concerto per violino n. 5, K. 219, Violinista: Jacques Thibaud
- 1942 Debussy La mer
- 1942 Honegger: Sinfonia n. 2
- 1942 Mozart: Piano Concerto n. 20, K. 466, Pianista: Jean Doyen
- 1942 Ravel: La valse
- 1942 Ravel: Pavane per a Dead Princess
- 1942 Ravel: Concerto per the Left Hand, Pianista: Jacques Février
- 1942 Tchaikovsky: Piano Concerto n. 1, Pianista: Kostia Kostantinov
- 1944 Beethoven: Piano Concerto n. 5, Op. 73,The Emperor, Pianista: Marguerite Long
- 1946 Louis Aubert: Habanera
- 1946 Chopin orchestrazione di Louis Aubert: La Nuit ensorcelée (Enchanted Night)
- 1946 Jolivet: Les Trois complaintes du soldat vaincu (Three Laments of the Defeated Soldier) Solista: Pierre Bernac

### Registrazioni fatte con la Orchestre de la Societe des Concerts du Conservatoire per Oiseau-Lyre
- 1938 Haydn:  Sinfonia Concertante per Violin, Viola, Cello, Oboe e Basson

### Registrazione fatta con la Paris Philharmonic per Polydor
- 1938 Ravel: Concerto per the Left Hand, Pianista: Jacqueline Blanchard
- 19?? Widor: Fantasia per Piano e Orchestra, Pianista: M. Herrenschmidt

### Registrazioni fatte con l'Orchestra Sinfonica di Filadelfia per Columbia Records
- 1963 Berlioz: La Damnation de Faust - excerpts
- 1963 Fauré: Pelléas et Mélisande Suite, Op. 80
- 1963 Ravel: Valses nobles et sentimentales

### Trasmissione della Philadelphia Orchestra released on the Philadelphia Orchestra's Centennial Set
- 1963 Ravel: Daphnis et Chloé Suite n. 2

### Recordings (Live) made con the Prague Radio Sinfonia Orchestra issued by Panton
- 1967 Martinů: Sinfonia n. 6 Fantaisies Symphoniques

### Trasmissione della RAI Sinfonia Orchestra realizz. da Tahra
- 1951 Beethoven: Sinfonia n. 6 Pastorale
- 1951 Debussy: La Mer

### Registrazione fatta con la Rotterdam Philharmonic per Turnabout(?)
- 1962 Franck: Sinfonia in Re minore
- 1967 Beethoven: Sinfonia n. 6 Pastorale

### Registrazione fatta con la Royal Philharmonic Orchestra per Reader's Digest
- 1963 Bizet: Sinfonia in C
- 1963 Tchaikovsky: Francesca da Rimini, Op.32

### Trasmissione della Sinfonia of the Air realizz. da Music & Arts
- 1957 Debussy: La Mer

### Recording of the USSR State Academic Orchestra realizz. da Meloydia
- 1965 Debussy: La Mer
- 1965 Honegger: Sinfonia n. 2
- 1965 Rameau orchestrazione di d'Indy: Dardanus Suite
- 1965 Roussel: Bacchus et Ariane, Suite n. 2

### Recordings Lacking Full Information
- 19?? Delannoy: Sérénade Concertante per Violin & Orchestra, Violinista: Lola Bobesco, Orchestra:?, Malibran
- 19?? Delannoy: Grand Suite de La Pantoufle de Vair Danse de négrillons, Violinista: Lola Bobesco, Orchestra:?, Malibran
- 19?? Debussy: La Mer, one movement, Orchestra:?, Suppraphon
- 19?? Martinů: Sinfonia n. 6 Fantaisies Symphoniques, one movement, Orchestra:?, Suppraphon

The Suppraphon recordings were part of "45" record that was a bonus insert in a booklet-length biography(?) of Munch in Czech issued by Suppraphon. The Boston Sinfonia Orchestra Archives has the booklet e recording con the details.

## Video of Charles Münch on DVD

### DVD con the Boston Sinfonia on ICA
- 1958 Anton Bruckner: Sinfonia n. 7 in Mi maggiore
- 1958 Claude Debussy: La Mer
- 1958 Felix Mendelssohn: Sinfonia n. 4 in La maggiore, Op. 90
- 1958 Wolfgang Amadeus Mozart: Sinfonia n. 36, "Linz"
- 1958 Ravel: Mother Goose Suite
- 1959 Beethoven: Sinfonia n. 5 in Do minore, Op. 67
- 1959 Fauré: Pelléas et Mélisande Suite, Op. 80
- 1959 Joseph Haydn: Sinfonia n. 98 in B flat Major, Hob.1:98
- 1959 Felix Mendelssohn: Sinfonia n. 3 in La minore, Op. 56
- 1959 Wolfgang Amadeus Mozart: Masonic Funeral Music K477/479a
- 1959 Wolfgang Amadeus Mozart: Sinfonia n. 38, "Prague"
- 1959 Robert Schumann: Sinfonia n. 2 in Do maggiore, Op. 61
- 1960 Beethoven: Creatures of Prometheus, excerpts, Op. 43
- 1960 Johannes Brahms: Sinfonia n. 2 in Re maggiore, Op. 73
- 1960 George F. Handel/Hamilton Harty: Water Music Suite
- 1960 Richard Wagner: Die Meistersinger – Act III Excerpts
- 1961 Beethoven: Sinfonia n. 4 in B flat major, Op. 60
- 1961 Johannes Brahms: Sinfonia n. 1 in Do minore, Op. 68
- 1961 Claude Debussy: Ibéria
- 1961 Franck: Sinfonia in Re minore
- 1961 Robert Schumann: Overture to Genoveva, Op. 81
- 1962 Franz Schubert: Sinfonia n. 5 in B flat major, D485

### DVD con the Boston Sinfonia on NHK
- 1960 Japanese National Anthem: Kimi Ga Yo
- 1960 Francis Scott Key: Star Spangled Banner
- 1960 Beethoven: Sinfonia n. 3 in E-Flat Major, Op. 55
- 1960 Ravel: Daphnis et Chloé Suite n. 2

### DVD con the Boston Sinfonia on VAI
- 1962 Berlioz: Sinfonia fantastica
- 1962 Debussy: La Mer
- 1962 Ravel: Daphnis et Chloé Suite n. 2
- 1966 Berlioz: L'Enfance du Christ con the Harvard Glee Club e Radcliffe Choral Society e Soloists Donald Gramm, Florence Kopleff, Donald Meanders, John McCollum, e Theodore Uppman

### DVD con the Chicago Sinfonia Orchestra on VAI
- 1963 Berlioz: Les Troyens - Royal Hunt e Storm Music
- 1963 Rameau orchestrazione di d'Indy: Dardanus Suite
- 1963 Ravel: La Valse
- 1963 Ravel: Valses nobles et sentimentales

### DVD con the Orchestra nazionale de l'ORTF on EMI
- 1966 Brahms: Sinfonia n. 1 in Do minore, Op. 68 (Movements II through IV only)
- 1966 Ravel: Daphnis et Chloé Suite n. 2

### DVD con the Orchestre de Radio-Canada on VAI
- 1963 Berlioz: Sinfonia fantastica

### DVDThe Art of ConductingVolume II on EMI
- 1957 Franck: Sinfonia in Re minore - excerpts con the Czech Philharmonic
- 1962 Berlioz: Sinfonia fantastica - excerpts con Boston Sinfonia
- 1962 Debussy: La Mer - excerpts con Boston Sinfonia
- 1962 Ravel: Daphnis et Chloé Suite n. 2 - excerpts con Boston Sinfonia
- 1966 Berlioz: Sinfonia fantastica - excerpts con the Hungarian Radio e Television Orchestra